# Lutzomyia yencanensis
Lutzomyia yencanensis är en tvåvingeart som först beskrevs av Ortíz I. 1965.  Lutzomyia yencanensis ingår i släktet Lutzomyia och familjen fjärilsmyggor. Inga underarter finns listade i Catalogue of Life.